# 齐虎广
齐虎广（1974年1月—），山东省聊城市人，汉族，中国共产党党员。中国人民解放军陆军一级军士长、第十三届全国人民代表大会解放军和武警部队代表。

## 生平
2018年，中国人民解放军陆军第76集团军某旅工兵连桥梁技师、一级军士长的齐虎广被选为解放军和武警部队出席第十三届全国人民代表大会代表。